# Sparekassen Sjælland
Sparekassen Sjælland-Fyn (Nasdaq Copenhagen: SPKSJF) — банк со штаб-квартирой в Хольбеке, Дания.

## История
Sparekassen Sjælland-Fyn ведёт свою историю от основания Holbæk Amts Sparekassen 23 декабря 1825 года в поместье Фридендал. Владелец поместья Якоб Фредерик ван Деурс был первым председателем правления. Его сменил Барнер из Калуннборг Kalundborg Slots Ladegård в 1829 году.
Нынешний банк является результатом серии слияний между местными сберегательными банками в Зеландии. Банк ранее работал под такими названиями, как Sparekassen Holbæk, Sparekassen for Holbæk og Omegn, Sparekassen Nordvestsjælland и Sparekassen Vestsjlland.Текущее название было введено в 2001 году. В 2010 году Sparekassen Sjælland объединился с Max Bank из Нестведа. Компания Sparekassen Sjælland-Fyn была зарегистрирована на Копенгагенской фондовой бирже 4 декабря 2015 года.

## Структура
Нынешняя штаб-квартира была создана в 2003 году (по данным BBR) и расположена на набережной в Хольбеке. У банка 45 филиалов (2020 год) в Зеландии и Фюнене.
Sparekassen Sjælland имеет дочернюю компанию Sparekassen Fyn, которая работает под своим собственным именем на острове Фюн. Он был создан, когда Sparekassen Sjælland приобрёл Faaborg Sparekasse в 2013 году. После слияния в 2016 году два банка работают под одним названием: Sparekassen Sjælland-Fyn.